# Hungerbrunnen-, Sacken- und Lonetal
Das FFH-Gebiet Hungerbrunnen-, Sacken- und Lonetal ist ein im Jahr 2005 durch das Regierungspräsidium Stuttgart nach der Richtlinie 92/43/EWG (Fauna-Flora-Habitat-Richtlinie) angemeldetes Schutzgebiet (Schutzgebietskennung DE-7426-341) im deutschen Bundesland Baden-Württemberg. Mit Verordnung des Regierungspräsidiums Stuttgart zur Festlegung der Gebiete von gemeinschaftlicher Bedeutung vom 30. Oktober 2018 (in Kraft getreten am 11. Januar 2019) wurde das Schutzgebiet ausgewiesen.

## Lage
Das 917,9 Hektar große FFH-Gebiet gehört zu den Naturräumen 096-Albuch und Härtsfeld und 097-Lonetal-Flächenalb innerhalb der naturräumlichen Haupteinheit 09-Schwäbische Alb. Es liegt im Lonetal mit Nebentälern zwischen Gussenstadt und Heuchlingen auf der Markung von vier Städten und Gemeinden. Das Kernstück liegt zwischen Gerstetten und Altheim.
- Landkreis Göppingen:
- Geislingen an der Steige: 9,179 ha = 1 %
- Landkreis Heidenheim:
- Gerstetten: 403,8795 ha = 44 %
- Alb-Donau-Kreis:
- Altheim (Alb): 486,4912 ha = 53 %
- Rammingen: 18,3581 ha = 2 %

## Beschreibung und Schutzzweck
Es handelt sich um zeitweise trockenfallende, mäandrierende Bachläufe der Lone mit ihren Zuflüssen und deren Tälern auf der wasserarmen Ostalb mit Wacholderheiden, Steppenheideresten sowie artenreichen Buchenwäldern auf den Höhen. Im Gebiet befinden sich zwei Höhlen.

### Lebensraumklassen
(allgemeine Merkmale des Gebiets) (prozentualer Anteil der Gesamtfläche)
Angaben gemäß Standard-Datenbogen aus dem Amtsblatt der Europäischen Union
|                                                    |                                                    |  |      |      |
| N10 – Feuchtes und mesophiles Grünland             | N10 – Feuchtes und mesophiles Grünland             |  | 33 % | 33 % |
| N14 – Melioriertes Grünland                        | N14 – Melioriertes Grünland                        |  | 2 %  | 2 %  |
| N15 – Anderes Ackerland                            | N15 – Anderes Ackerland                            |  | 3 %  | 3 %  |
| N16 – Laubwald                                     | N16 – Laubwald                                     |  | 29 % | 29 % |
| N17 – Nadelwald                                    | N17 – Nadelwald                                    |  | 6 %  | 6 %  |
| N19 – Mischwald                                    | N19 – Mischwald                                    |  | 26 % | 26 % |
| N23 – Sonstiges (einschl. Städte, Dörfer, Straßen) | N23 – Sonstiges (einschl. Städte, Dörfer, Straßen) |  | 1 %  | 1 %  |
|                                                    |                                                    |  |      |      |

### Lebensraumtypen
Gemäß Anlage 1 der Verordnung des Regierungspräsidiums Stuttgart zur Festlegung der Gebiete von gemeinschaftlicher Bedeutung (FFH-Verordnung) vom 30. Oktober 2018 kommen folgende Lebensraumtypen nach Anhang I der FFH-Richtlinie im Gebiet vor:
| EU Code | Lebensraumtyp (offizielle Bezeichnung)                                         | Kurzbezeichnung                      | Hektar |
| ------- | ------------------------------------------------------------------------------ | ------------------------------------ | ------ |
| 5130    | Formationen von Juniperus communis auf Kalkheiden und -rasen                   | Wacholderheiden                      | 93,52  |
| 6110    | Lückige basophile oder Kalk-Pionierrasen(Alysso-Sedion albi)                   | Kalk-Pionierrasen                    | 0,97   |
| 6210    | Naturnahe Kalk-Trockenrasen und deren Verbuschungsstadien (Festuco-Brometalia) | Kalk-Magerrasen                      | 58,46  |
| 6510    | Magere Flachland-Mähwiesen (Alopecurus pratensis, Sanguisorbaofficinalis)      | Magere Flachland-Mähwiesen           | 4,15   |
| 8160    | Kalkhaltige Schutthalden der collinen bismontanen Stufe Mitteleuropas          | Kalkschutthalden                     | 0,16   |
| 8210    | Kalkfelsen mit Felsspaltenvegetation                                           | Kalkfelsen mit Felsspaltenvegetation | 1,21   |
| 8310    | Nicht touristisch erschlossene Höhlen                                          | Höhlen                               | 0,01   |
| 9130    | Waldmeister-Buchenwald (Asperulo-Fagetum)                                      | Waldmeister-Buchenwald               | 358,60 |
| 9150    | Mitteleuropäischer Orchideen-Kalk-Buchenwald (Cephalanthero-Fagion)            | Orchideen-Buchenwälder               | 2,81   |
| 9180    | Schlucht- und Hangmischwälder Tilio-Acerion                                    | Schlucht- und Hangmischwälder        | 5,77   |

### Zusammenhängende Schutzgebiete
Das FFH-Gebiet besteht aus acht Teilgebieten. Es liegt vollständig im Landschaftsschutzgebiet Hungerbrunnental. Innerhalb des FFH-Gebiets liegt das Naturschutzgebiet Nr. 4260-Hungerbrunnental. Die Hungerbrunnenquelle auf Markung Gerstetten ist darüber hinaus als Naturdenkmal geschützt.